# Общество Сызранско-Печерской асфальтовой и горной промышленности

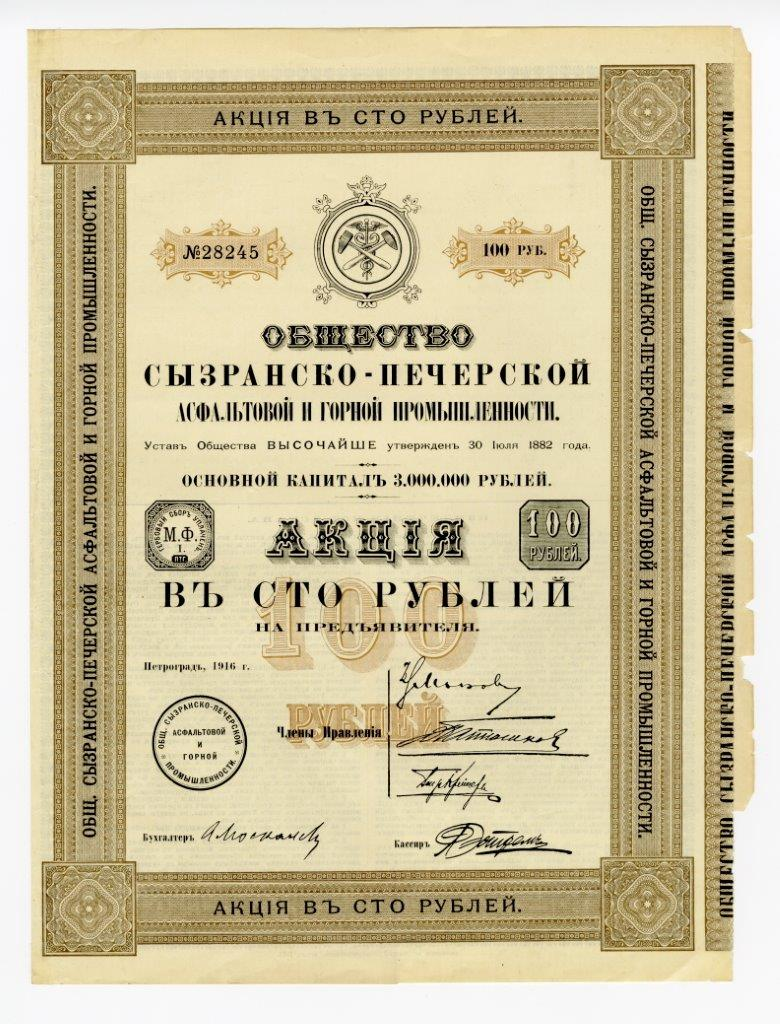
Акция в 100 руб. на предъявителя Общества Сызранско-Печерской асфальтовой и горной промышленности с основным капиталом в 3 млн. руб. Петроград, 1916 г.

Общество Сызранско-Печерской асфальтовой и горной промышленности было основано в 1882 г. самарским предпринимателем А. И. Иорданом на базе созданного в 1879 г. "Товарищества Сызранского асфальтового завода"  Д. И. Воейкова (1843 — 4 (16) декабря 1896 гг.), по праву считающегося одним из пионеров асфальтово-гудронного производства в России.
Представитель старинного дворянского рода Воейковых, Дмитрий Иванович Воейков, выйдя в отставку после службы в Польше, в 1868 году переехал в свое имение в селе Самайкино Сызранского уезда. Одно время его обуревала мечта отыскать в окрестностях Сызрани нефть. А нашлось здесь другое — песчаный асфальт. Его Воейков вместе с известным зоологом Модестом Богдановым обнаружил на Бахиловой даче. Это дало возможность основать производство мастики и гудрона из местного сырья отличного качества.
Место для первого в России асфальтового завода было выбрано на берегу Волги близ села Батраки (ныне г. Октябрьск). Спроектировал его известный инженер-химик Александр Летний. Строительство производственных мощностей завершилось в 1875 г. Асфальт вывозился в Петербург, Москву (в том числе на устройство тротуаров у храма Христа Спасителя), заасфальтированы пешеходные дорожки вокруг Карамзинского сквера у памятника Н. М. Карамзину (Симбирск), другие российские города. За своё превосходное качество асфальт с клеймом «Бр. Воейковы. Сызрань» в 1878 году получил медаль на Всемирной выставке в Париже, а в 1882-м – «золото» в Москве.
Устав Общества Сызранско-Печерской асфальтовой и горной промышленности был Высочайше утвержден 30 июля 1882 г.
В 1891 г. сызранский завод производил более 560 тыс. пудов "асфальтовой мастики". Если в 1860-х годах асфальт в Россию ввозился из-за границы, и ввоз этот постоянно рос, то с середины 70-х годов сызранский асфальт без содействия таможенных пошлин вытеснил иностранный.
Сызранско-Печерская асфальтовая компания успешно наращивала обороты вплоть до Октябрьской социалистической революции. Например, 13 мая 1916 г. газета "Биржевые ведомости" поместила сообщение о предстоящем шестикратном (с 0,5 до 3 млн руб.) увеличении акционерного капитала общества Сызрано-Печерской асфальтовой и горной промышленности: «Новое увеличение капиталов ставится в связь с проектом приобретения других асфальтовых обществ. По последним сведениям общество уже в настоящее время приобрело асфальтовый и гудроновый заводы товарищества "Сызранский асфальтовый завод" и асфальтовый завод московского предпринимателя Ю. П. Бабаева. В настоящее время общество контролирует около 80 % производства асфальта и гудрона».